# Новая нормальность
Новая нормальность (англ. New Normal) — «это снижение предсказуемости, ведущее к росту неопределенности и вытекающей из неё нестабильности (волатильности) поведения экономических агентов».
Термин возник в период Великой депрессии в США, он стал вновь активно использоваться в связи с мировым экономическим кризисом 2008 года и пандемией коронавируса в 2020 году.
Выражение New Normal встречается в коммюнике лидеров G-20 на саммите в Питсбурге в сентябре 2009 года, а его распространение связывают с деятельностью одного из руководителей компании PIMCO Мохамеда Эль-Эриана. Изначальным содержанием термина было состояние низкого экономического роста и высокой безработицы, что означало невозможность восстановления экономики к прежним докризисным показателям. По пессимистическим прогнозам новую нормальность характеризует продолжительная рецессия. В 2012 году этот термин в экономическом смысле использовал первый заместитель Центробанка России Алексей Улюкаев.
В 2020 году идею новой нормальности продвигала глава Роспотребнадзора Анна Попова. Новая нормальность подразумевала самоизоляцию, ограничение массовых мероприятий, удалённую работу сотрудников, дигитализацию культурной жизни, социальное дистанцирование, повышенное внимание к своему здоровью, более частую дезинфекцию помещений. Как и в случае с изначальным экономическим смыслом термина, казалось, что возвращение к состоянию до пандемии невозможно.